# Billy Cox
Billy Cox, född 18 oktober 1941 i Wheeling, West Virginia, är en amerikansk musiker. Han är främst känd för att ha spelat elbas med Jimi Hendrix åren 1969-1970. Hans basspel kan höras på flera av de postuma album med Jimi Hendrix som släpptes efter hans död.
Cox och Hendrix blev bekanta i början av 1960-talet då båda var i armén. Hendrix hade redan 1966 bjudit in Cox att spela bas med honom, men han tackade nej och platsen gick istället till Noel Redding. 1969 blev han åter tillfrågad av Hendrix att spela med honom, vilket han nu accepterade och de bildade med Buddy Miles det kortvariga bandet Band of Gypsys, som gav ut en live-LP. Cox spelade med Hendrix på Woodstockfestivalen och Isle of Wight-festivalen. Hans basspel hörs även på de postuma studioalbumen The Cry of Love, Rainbow Bridge och War Heroes. Efter Hendrix död har Cox varit flitigt medverkande i hyllningsturnér till Hendrix ära.